# Amillis
Amillis település Franciaországban, Seine-et-Marne megyében. Lakosainak száma 821 fő (2022. január 1.). Amillis Vaudoy-en-Brie, Beautheil-Saints, Chailly-en-Brie, Chevru, Dagny, Jouy-le-Châtel és Marolles-en-Brie községekkel határos.

## Népesség
A település népességének változása:
| Lakosok száma | 813  | 814  | 825  | 825  | 830  | 826  | 819  | 811  | 821  |
|               | 2013 | 2015 | 2016 | 2017 | 2018 | 2019 | 2020 | 2021 | 2022 |